# Pajala Airport
Luchthaven Pajala is een regionaal vliegveld in noordoost Zweden. Het is gelegen 12 kilometer ten westen van Pajala binnen de gemeente Pajala, provincie Norrbottens län. Het is te bereiken via een afslag van de Länsväg 395 in de buurt van Juhonpieti en Erkheikki. Het vliegveld is aangelegd in 1999, met een uitbreiding in 2007. De meeste vluchten gaan naar/komen van Luleå Airport en worden verzorgd door Avies. Vanaf 1 juli 2012 opent Avies ook een lijnvlucht naar Tallinn, deze wordt twee keer per week uitgevoerd.